# Apatura transtaeniata
Apatura transtaeniata är en fjärilsart som beskrevs av Cabeau 1910. Apatura transtaeniata ingår i släktet Apatura och familjen praktfjärilar. Inga underarter finns listade i Catalogue of Life.